# Chinanu Onuaku
Chinanu Michael Onuaku (Lanham, 1º novembre 1996) è un cestista statunitense con cittadinanza nigeriana.

## Carriera
Si candidò al Draft NBA 2016 dove venne selezionato come 37ª scelta dagli Houston Rockets. Il suo esordio in NBA venne notato per il suo modo particolare di tirare i liberi in granny stile (consistente nel lanciare la palla con entrambe le mani, imprimendole una traiettoria basso-alto che parte dall'altezza dell'inguine); l'ultimo a tirare i liberi in quel modo fu l'Hall Of Famer Rick Barry, ritiratosi nel 1979 proprio da giocatore degli Houston Rockets (con cui giocò solamente quell'annata). Grazie a questa tecnica di tiro ebbe il 100% ai liberi. Giocò per la prima volta da titolare con i razzi l'11 aprile 2017 nella netta sconfitta (125-96) in trasferta contro i Los Angeles Clippers.

## Statistiche

### College
| Anno      | Squadra              | PG | PT | MP   | TC%  | 3P% | TL%  | RP  | AP  | PRP | SP  | PP  |
| --------- | -------------------- | -- | -- | ---- | ---- | --- | ---- | --- | --- | --- | --- | --- |
| 2014-2015 | Louisville Cardinals | 35 | 26 | 17,8 | 61,6 | -   | 46,7 | 4,6 | 0,5 | 0,7 | 1,2 | 3,0 |
| 2015-2016 | Louisville Cardinals | 31 | 29 | 24,6 | 62,0 | 0,0 | 58,9 | 8,5 | 1,6 | 0,8 | 2,0 | 9,9 |
| Carriera  | Carriera             | 66 | 55 | 21,0 | 61,9 | 0,0 | 54,7 | 6,4 | 1,1 | 0,8 | 1,6 | 6,2 |

### NBA

#### Regular Season
| Anno      | Squadra         | PG | PT | MP   | TC%  | 3P% | TL% | RP  | AP  | PRP | SP  | PP  |
| --------- | --------------- | -- | -- | ---- | ---- | --- | --- | --- | --- | --- | --- | --- |
| 2016-2017 | Houston Rockets | 5  | 1  | 10,4 | 71,4 | 0,0 | 100 | 2,0 | 0,6 | 0,6 | 0,2 | 2,8 |
| 2017-2018 | Houston Rockets | 1  | 0  | 22,0 | 40,0 | 0,0 | -   | 4,0 | 1,0 | 0,0 | 0,0 | 4,0 |
| Carriera  | Carriera        | 6  | 1  | 12,3 | 58,3 | 0,0 | 100 | 2,3 | 0,7 | 0,5 | 0,2 | 3,0 |

### G League
| Anno      | Squadra       | PG  | PT  | MP   | TC%  | 3P%  | TL%  | RP   | AP  | PRP | SP  | PP   |
| --------- | ------------- | --- | --- | ---- | ---- | ---- | ---- | ---- | --- | --- | --- | ---- |
| 2016-2017 | R.G.V. Vipers | 43  | 40  | 28,0 | 62,8 | 28,6 | 73,2 | 10,6 | 2,1 | 1,2 | 1,6 | 13,6 |
| 2017-2018 | R.G.V. Vipers | 40  | 39  | 25,6 | 59,8 | 0,0  | 66,7 | 9,6  | 2,9 | 1,0 | 1,2 | 10,8 |
| 2018-2019 | Greens. Swarm | 44  | 44  | 28,9 | 50,8 | 16,0 | 64,4 | 12,5 | 3,1 | 1,3 | 1,8 | 13,9 |
| Carriera  | Carriera      | 127 | 123 | 27,6 | 57,0 | 16,4 | 68,1 | 10,9 | 2,7 | 1,2 | 1,5 | 12,8 |

### Eurocup
| Anno      | Squadra           | PG | PT | MP   | TC%  | 3P%  | TL%  | RP  | AP  | PRP | SP  | PP   |
| --------- | ----------------- | -- | -- | ---- | ---- | ---- | ---- | --- | --- | --- | --- | ---- |
| 2022-2023 | Hapoel Tel Aviv   | 16 | 15 | 21,7 | 60,5 | 25,0 | 62,8 | 7,6 | 1,9 | 1,0 | 1,5 | 10,8 |
| 2023-2024 | Joventut Badalona | 4  | 0  | 18,2 | 29,2 | 0,0  | 71,4 | 4,0 | 3,8 | 0,8 | 0,0 | 7,2  |
| Carriera  | Carriera          | 20 | 15 | 21,0 | 55,3 | 20,0 | 65,6 | 6,8 | 2,2 | 1,0 | 1,2 | 10,0 |

## Palmarès

### Squadra
- Campionato croato: 1

Zara: 2020-2021
- Coppa di Croazia: 1

Zara: 2021
- Coppa di Israele: 1

Bnei Herzliya: 2022

### Individuale
- MVP Coppa di Israele: 1

Bnei Herzliya: 2022
- Ligat ha'Al MVP: 1

Bnei Herzliya: 2021-2022
- All-Israeli League First Team: 1

Bnei Herzliya: 2021-2022